# Nes̄ār
Nes̄ār (persiska: نِثار, نِسار, نثار) är en ort i Iran.   Den ligger i provinsen Hamadan, i den nordvästra delen av landet, 300 km sydväst om huvudstaden Teheran. Nes̄ār ligger 1 734 meter över havet och antalet invånare är 574.
Terrängen runt Nes̄ār är varierad.Runt Nes̄ār är det ganska tätbefolkat, med 248 invånare per kvadratkilometer. Närmaste större samhälle är Nahāvand, 15,3 km nordväst om Nes̄ār. Trakten runt Nes̄ār består i huvudsak av gräsmarker.